# Fiat 130 HP Corsa
Pour les articles homonymes, voir Corsa.
La FIAT 130 HP Corsa, a été l'une des plus importantes voitures de course de Grand Prix, l'équivalent de la Formule 1 d'aujourd'hui, que le constructeur italien Fiat ait jamais construite.
Créée en 1907 par l'avocat et directeur technique de Fiat, Carlo Cavalli, pour que la voiture participe au Grand Prix de l'Automobile Club de France qui limitait la consommation de voitures en compétition à 30 litres aux 100 km. C'est pour cela que cette voiture d'une cylindrée énorme et d'une puissance jamais atteinte à l'époque se verra particulièrement étudiée pour obtenir un rendement fantastique afin de satisfaire à cette imposition. Les leviers des freins, de commande de boîte de vitesses et la colonne de direction sont construits avec des tubes percés pour alléger au maximum la voiture. 
La course avait lieu à Dieppe et pas moins de 3 Fiat 130 HP prirent le départ pilotées par 
- Felice Nazzaro, célèbre pilote qui remporta la course,
- Vincenzo Lancia, à l'époque pilote chez Fiat avant de créer sa propre marque de voitures,
- Wagner, un autre pilote Fiat.

La Fiat 130 HP était équipée du moteur qui avait été conçu en 1906 pour la Fiat 110 HP mais avait été profondément travaillé pour en augmenter les performances, notamment avec un régime moteur passant de 1 200 à 1 600 tours par minute. Elle atteignait la vitesse record de 160 km/h.
Elle sera parfois aussi improprement appelée « F.2 », comme sur la photo, c'était simplement le numéro de la voiture de Gianni Nazzaro lors du Grand Prix de France 1907.